# Atongo Zimba
Pour les articles homonymes, voir Zimba.
Atongo Zimba est un chanteur, né en 1967 à  Bolgatanga, Ghana, qui chante en frafra, anglais ainsi qu'en pidgin.

## Biographie
(mars 2017).
Si vous disposez d'ouvrages ou d'articles de référence ou si vous connaissez des sites web de qualité traitant du thème abordé ici, merci de compléter l'article en donnant les références utiles à sa vérifiabilité et en les liant à la section « Notes et références ».
Atongo Zimba est né dans la savane du Ghana en 1967. Il s'accompagne à la guitare calebasse, un luth traditionnel. Son grand-père lui a enseigné comment construire et jouer cet instrument des Frafras, un peuple du nord-est du Ghana, auquel il appartient.
Durant son enfance, il est exposé à la radio comme un grand nombre de ses contemporains. Influencé par l'afrobeat de Fela Kuti, il tombe sous l'emprise des rythmes et sons de la musique populaire africaine.
Cette musique joyeuse et enjouée, prend ses racines dans les années 1920, quand les musiciens indigènes apprennent à jouer les instruments des Européens dans les fanfares des colonies.
Ce chanteur ghanéen mélange ses traditions venues de la savane et l'expérience engrangée à Lagos auprès du maître de l'afrobeat, Fela Kuti.

## Discographie
- 1994 Mongode
- 2004 Savannah Breeze
- 2007 Barefoot in the sand